# اوماگ، ایرلند شمالی
اوماگ (به انگلیسی: Omagh) یک منطقهٔ مسکونی در ایرلند شمالی است که در شهرستان تایرون واقع شده‌است. اوماگ ۲۱٬۲۹۷ نفر جمعیت دارد.

## بمب گذاری
یک بمبگذاری در سال ۱۹۹۸ در این شهر کوچک منجر به کشته شدن ۲۹ نفر شد.

## خواهرخوانده
شهر لای-له-رز خواهرخواندهٔ اوماگ، ایرلند شمالی هست.